# Anacrusis
Gli Anacrusis sono stati una band technical thrash metal di St. Louis, Missouri, tra le prime a cercare di unire thrash metal e progressive metal.

## Storia del gruppo
Il gruppo è nato nel 1986, quando il cantante e chitarrista Kenn Nardi, dopo lo scioglimento degli "Heaven's Flame", si unì al chitarrista Kevin Heidbreder, al bassista John Emery e al batterista Mike Owen.
Insicuro riguardo alle proprie abilità canore, Nardi convinse la band ad abbassare le tonalità di ogni strumento, creando un sound che sarebbe diventato ben presto il trademark della band.
Il primo demo, intitolato Annihilation Complete, fu votato come "miglior demo del 1987" dai lettori di "Metal Forces Magazine" e la canzone "Ignorised" fu inclusa nella compilation Scream Your Brains Out.
Grazie a questa partecipazione la band firmò un contratto con l'etichetta indipendente Active Records, che pubblicò il primo album Suffering Hour nel 1988, registrato in una sola settimana e con un budget di soli 1.200 dollari.
Dopo i due demo Quick to Doubt e Manic Impressions, nel 1990 la band pubblicò il secondo album dal titolo Reason a cui seguì un tour di supporto ai D.R.I.. Alla fine del tour il batterista Mike Owen lasciò la band per entrare in marina e il suo posto venne preso dall'ex-batterista degli "Heaven's Flame" Chad Smith.
Inoltre la band firmò anche un contratto con la casa discografica Metal Blade.
Nel 1991 venne pubblicato Manic Impressions, registrato negli studi Royal Recorders situati sul lago Geneva nel Wisconsin, seguito da un tour di supporto a Overkill e Galactic Cowboys e da un concerto di spalla ai Megadeth.
Tornati dal tour, dopo aver rimpiazzato Chad Smith con Paul Miles, cominciarono i lavori per il quarto e ultimo album dal titolo Screams & Whispers, infatti poco dopo la sua pubblicazione la band si sciolse.
Nel 2009 la band si era riunita per tenere un concerto all'edizione XIII del Keep It True festival nel 2010. Venne addirittura pubblicata una sorta di compilation contenente i primi due album della band ri-registrati per l'occasione dal titolo Hindsight: Suffering Hour Revisited. Tre anni dopo, queste due rivisitazioni verranno ripubblicate singolarmente in formato LP dalla Hammerheart Records. L'attività proseguì con un nuovo chitarrista al posto del dimissionario Kevin Heidbreder e, ci fu anche la pubblicazione di una raccolta di remix effettuati nel 2011 dal titolo Silver. Purtroppo, nel 2013 dopo la band cessò di esistere.

## Formazione

### Ultima
- Kenn Nardi – chitarra, voce (1986-1994, 2009-2013)
- Mike Henricks – chitarra (2011-2013)
- John Emery – basso (1986-1994, 2009-2013)
- Mike Owen – batteria (1986-1990, 2009-2013)

### Ex componenti
- Kevin Heidbreder – chitarra (1986-1994, 2009-2010)
- Chad Smith – batteria (1990-1992)
- Paul Miles – batteria (1992-1993)

### Classica
- Kenn Nardi – chitarra, voce
- Kevin Heidbreder – chitarra
- John Emery – basso
- Mike Owen – batteria

## Discografia

### Album in studio
- 1988 - Suffering Hour
- 1990 - Reason
- 1991 - Manic Impressions
- 1993 - Screams and Whispers

### Compilation
- 2010 - Hindsight: Suffering Hour & Reason Revisited
- 2012 - Silver

### Demo
- 1987 - Annihilation Complete
- 1989 - Quick To Doubt
- 1990 - Manic Impressions